# Seznam kamenů zmizelých v Libereckém kraji

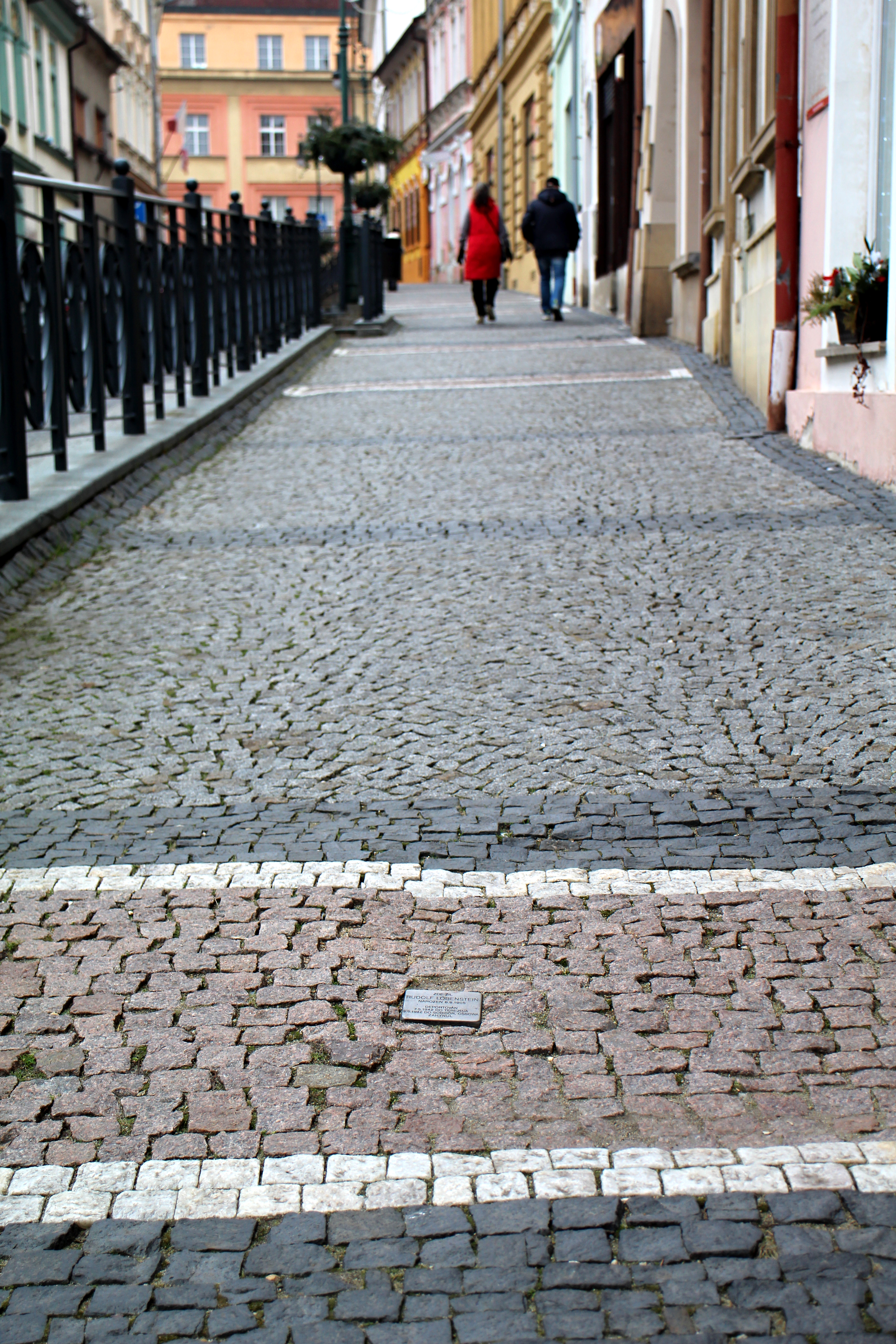
Stolperstein v České Lípě, Moskevské ulici čp. 13

Seznam kamenů zmizelých v Libereckém kraji obsahuje pamětní kameny obětem nacismu v Libereckém kraji. Jsou součástí celoevropského projektu Stolpersteine německého umělce Guntera Demniga. Kameny zmizelých připomínají osudy lidí, kteří byli nacisty deportováni a poté zavražděni v koncentračních táborech či vyhnáni ze svých domovů nebo donuceni k ukrývání. Zpravidla se nacházejí před posledním místem pobytu obětí.
U nás se k projektu poprvé připojila Česká unie židovské mládeže v roce 2008 usazením deseti kamenů na pražském Josefově a od té doby se s nimi můžeme setkat v mnoha větších i menších městech po celé republice.
„Stolpersteiny, neboli Kameny zmizelých jsou živou učebnicí nejen pro všechny lidi, ale i studenty. U pokládání těchto kamenů jsem zažil, že se sešla rodina z pěti kontinentů. Jinak by se dohromady nikdy nedala," říká německý umělec a autor projektu Stolpersteine, Gunter Demnig.

## Česká Lípa
V České Lípě se nacházejí následující kameny:
| Obrázek | Nápis | Bydliště                                                                        | Jméno, život |
| ------- | --- | ------------------------------------------------------------------------------- | --- |
|         | ZDE ŽILA TEREZA ADLEROVÁ NAROZENA 1876 DEPORTOVÁNA 1941 DO LODŽE ZAHYNULA 9.5.1942 V LODŽI                                             | Moskevská čp. 84/2 50°41′10″ s. š., 14°32′16″ v. d.                             | Tereza Adlerová |
|         | ZDE ŽIL FRITZ ALTSCHUL NAROZEN 17.12.1906 DEPORTOVÁN 24.11.1941 DO TEREZÍNA 15.5.1944 DO OSVĚTIMI ZAHYNUL                              | Moskevská čp. 688/24 50°41′7″ s. š., 14°32′26″ v. d.                            | Fritz Altschul |
|         | ZDE ŽILA EMILY ALTSCHUL-WEISS NAROZENA 9.3.1913 DEPORTOVÁNA 6.3.1943 DO TEREZÍNA DO OSVĚTIMI 12.10.1944 ZAHYNULA 1945 V BERGEN BELSENU | Děčínská čp. 361/7 50°41′9″ s. š., 14°31′48″ v. d.                              | Emily Altschul-Weiss |
|         | ZDE ŽILA EMMA BAUER ROZ. GEWING NAROZENA 14.5.1897 DEPORTOVÁNA 27.4.1942 DO WLODAWY ZAHYNULA                                           | Moskevská čp. 12/13 50°41′10″ s. š., 14°32′20″ v. d.                            | Emma Bauer, rozená Gewing |
|         | ZDE ŽIL ERICH LIBOCHOWITZ NAROZEN 1901 DEPORTOVÁN 1941 DO TEREZÍNA DO OSVĚTIMI 1944 ZAHYNUL 16.3.1945 V DACHAU                         | Děčínská čp. 1414/10 50°41′14″ s. š., 14°31′38″ v. d.                           | Erich Libochowitz |
|         | ZDE ŽILA ERIKA LIBOCHOWITZOVÁ NAROZENA 1936 DEPORTOVÁNA 1941 DO TEREZÍNA DO OSVĚTIMI 1944 ZAHYNULA                                     | Děčínská čp. 1414/10 50°41′14″ s. š., 14°31′38″ v. d.                           | Erika Libochowitzová |
|         | ZDE ŽILA MARIE LIBOCHOWITZOVÁ NAROZENA 1906 DEPORTOVÁNA 1941 DO TEREZÍNA DO OSVĚTIMI 1944 ZAHYNULA                                     | Děčínská čp. 1414/10 50°41′14″ s. š., 14°31′38″ v. d.                           | Marie Libochowitzová |
|         | ZDE ŽIL RUDOLF LÖBENSTEIN NAROZEN 8.9.1905 DEPORTOVÁN 7.5.1942 DO TEREZÍNA 9.5.1942 DO SOBIBÓR, OSSOWA ZAHYNUL                         | Moskevská čp. 13/15 50°41′10″ s. š., 14°32′20″ v. d.                            | Rudolf Löbenstein |
|         | ZDE ŽILA ELLA NEUMANN ROZ. HEILBRUNN NAROZENA 16.2.1890 DEPORTOVÁNA 7.5.1942 DO TEREZÍNA 9.5.1942 DO SOBIBÓR, OSSOWA ZAHYNULA          | nám. T. G. Masaryka čp. 196/29 50°41′13″ s. š., 14°32′14″ v. d.                 | Ella Neumann, rozená Heilbrunn |
|         | ZDE ŽIL EMIL SCHREIBER NAROZEN 19.1.1883 DEPORTOVÁN 7.4.1944 DO TEREZÍNA 23.10.1944 DO OSVĚTIMI ZAHYNUL                                | U Synagogy čp. 691 (Dnes již neexistující dům.) 50°41′7″ s. š., 14°32′25″ v. d. | Emil Schreiber |
|         | ZDE ŽIL DR. BERNHARD WOLFF NAROZEN 1886 DEPORTOVÁN 1940 DO DACHAU DO BUCHENWALDU 1941 ZAVRAŽDĚN 3.4.1942 V BERNBURGU                   | U Synagogy čp. 692 (Dnes již neexistující dům.) 50°41′7″ s. š., 14°32′25″ v. d. | Dr. Bernhard Wolff se narodil 19. 11. 1885 (nebo 1886) v Miroslavi. Absolvoval reálné gymnázium, rabínský ústav ve Vídni, univerzitu ve Vídni a v Praze, kde získal doktorát z filosofie. Byl ženatý a měl dvě děti. Jako rabín působil v letech 1910-1913 ve Strakonicích, v letech 1913-1924 v Roudnici nad Labem, v letech 1924-1938 v České Lípě a od roku 1938 opět v Roudnici nad Labem, kde až do deportace bydlel v Havlíčkově ulici čp. 275. |
|         | ZDE ŽIL MICHAEL LEOPOLD WOLFF NAROZEN 1928 DEPORTOVÁN 1942 DO TEREZÍNA DO IZBICE 1942 ZAHYNUL                                          | U Synagogy čp. 692 (Dnes již neexistující dům.) 50°41′7″ s. š., 14°32′25″ v. d. | Michael Leopold Wolff |
|         | ZDE ŽILA MARTA WOLFFOVÁ NAROZENA 1899 DEPORTOVÁNA 1942 DO TEREZÍNA DO IZBICE 1942 ZAHYNULA                                             | U Synagogy čp. 692 (Dnes již neexistující dům.) 50°41′7″ s. š., 14°32′25″ v. d. | Marta Wolffová |
|         | ZDE ŽILA ŠARLOTA WOLFFOVÁ NAROZENA 1931 DEPORTOVÁNA 1942 DO TEREZÍNA DO IZBICE 1942 ZAHYNULA                                           | U Synagogy čp. 692 (Dnes již neexistující dům.) 50°41′7″ s. š., 14°32′25″ v. d. | Šarlota Wolffová |

### Seznam českolipských kamenů podle roku jejich položení
- 2018: Erich Libochowitz, Marie Libochowitzová, Erika Libochowitzová, Dr. Bernhard Wolff, Marta Wolffová, Michael Leopold Wolff, Šarlota Wolffová, Tereza Adlerová, Emily Atschul-Weiss
- 2021: Ella Neumann, Emma Bauer, Rudolf Löbenstein, Fritz Altschul, Emil Schreiber[5]

## Frýdlant
Ve Frýdlantu se nacházejí následující kameny:
| Obrázek | Nápis                                                                                                   | Bydliště                                         | Jméno, život |
| ------- | --- | ------------------------------------------------ | --- |
|         | ZDE ŽIL MUDR. ALBERT ALTSCHUL NAR. 1886 DEPORTOVÁN 1942 DO TEREZÍNA 1944 DO OSVĚTIMI ZAVRAŽDĚN          | Nádražní čp. 769 50°55′12″ s. š., 15°4′27″ v. d. | MUDr. Albert Altschul se narodil 29. listopadu 1886 v židovské rodině v Novém Strašecí. Protože byla jeho rodnou řečí němčina, studoval medicínu na německé části Karlovy univerzity. Tehdy se nazývala Karlo-Ferdinandova univerzita v Praze. Zde promoval 16. ledna 1911. O dva roky později byl oddán s Marií Löblovou v Mostě. Spolu měli dvě děti, v roce 1914 se jim narodila dcera Julie Herta a v roce 1916 syn Hans. Ten ale bohužel ve dvanácti letech zemřel. Během první světové války nastoupil Albert spolu se svým bratrem Arturem vojenskou službu a jejich rodiny bydlely během této doby v Budapešti. Po válce se roku 1919 přihlásil k pobytu ve Frýdlantě, kde měl svou lékařskou a zubařskou praxi v ulici Nádražní 769 a rodina zde i bydlela. Jako okresní lékař pak kromě léčby poskytoval i první pomoc při nehodách či finančně přispíval sociálně potřebným, a to hlavně v období hospodářské krize. Aktivní byl během výstavy o hygieně v roce 1936, na které přednášel a provázel návštěvníky. Na sčítacím archu z roku 1921 byla na frýdlantské adrese sčítána i jeho švagrová Irene s dětmi Robertem a Albertem. Synovec Robert se do Frýdlantu vrátil po smrti svého otce a nahradil tak rodině, alespoň částečně, zemřelého Hanse. Robert s Julií studovali v Praze medicínu. Robert však holokaust nepřežil. Z ghetta Terezín, kam byl deportován 12. září 1942, byl transportem Bu č. 855 převezen do Treblinky, kde byl zavražděn. Z tohoto transportu přežili pouze dva lidé z tisíce. Po Mnichovské konferenci 30. září 1938, kdy bylo pohraničí postoupeno Německu, museli Altschulovi spolu s mnoha dalšími rodinami nuceně opustit Frýdlant. Albert Altschul byl jako státní zaměstnanec povolán do Mnichova Hradiště. Situace se pro židovské občany ještě více zhoršila po vyhlášení Protektorátu Čechy a Morava a vypuknutí druhé světové války. Albert nesměl, stejně jako ostatní Židé, vykonávat profesi lékaře, cestovat hromadnou dopravou, navštěvovat divadla a kina, měl omezený čas na nákup potravin a menší příděl potravinových lístků něž ostatní. Pak ale začaly transporty do Terezína a odsud dále do koncentračních a vyhlazovacích táborů. Před transportem do Terezína byl Albert přihlášen na třech různých pražských adresách, posledním místem byla Pařížská ulice 36. Do terezínského ghetta byl i s manželkou deportován 24. dubna 1942 a odtud 19. října 1944 do Osvětimi. Zřejmě zde byl spolu s manželkou zavražděn. Protože den jeho úmrtí není známý, byl po šesti měsících od data transportu do Osvětimi prohlášen za mrtvého. Toto prohlášení se dochovalo spolu s dalšími dokumenty o vyřizování pozůstalosti po válce dcerou Julií. |
|         | ZDE ŽILA MARIE ALTSCHUL ROZ. LÖBLOVÁ NAR. 1888 DEPORTOVÁNA 1942 DO TEREZÍNA 1944 DO OSVĚTIMI ZAVRAŽDĚNA | Nádražní čp. 769 50°55′12″ s. š., 15°4′27″ v. d. | Marie Altschul |

### Seznam frýdlantských kamenů podle roku jejich položení
- 2024: MUDr. Albert Altschul, Marie Altschul[7]

## Hejnice
V Hejnicích se nacházejí následující kameny:
| Obrázek | Nápis                                                                  | Bydliště                                          | Jméno, život       |
| ------- | ---------------------------------------------------------------------- | ------------------------------------------------- | ------------------ |
|         | ZDE ŽIL HANS KAUFMANN NAR. 1896 ZAVRAŽDĚN                              | Lázeňská čp. 381 50°52′48″ s. š., 15°10′56″ v. d. | Hans Kaufmann      |
|         | ZDE ŽILA HEDA KAUFMANN NAR. 1905 UKRÝVANÁ PŘEŽILA                      | Lázeňská čp. 381 50°52′48″ s. š., 15°10′56″ v. d. | Heda Kaufmann      |
|         | ZDE ŽILA HILDA KAUFMANN NAR. 1912 DEPORTOVÁNA 1941 ZAVRAŽDĚNA V LODŽI  | Lázeňská čp. 381 50°52′48″ s. š., 15°10′56″ v. d. | Hilda Kaufmann     |
|         | ZDE ŽIL PETR RENÉ KAUFMANN NAR. 1934 DEPORTOVÁN 1941 ZAVRAŽDĚN V LODŽI | Lázeňská čp. 381 50°52′48″ s. š., 15°10′56″ v. d. | Petr René Kaufmann |
|         | ZDE ŽIL VIKTOR KAUFMANN NAR. 1900 POPRAVEN 26.2.1945 V BRANDENBURGU    | Lázeňská čp. 381 50°52′48″ s. š., 15°10′56″ v. d. | Viktor Kaufmann    |
|         | ZDE ŽIL WALTER KAUFMANN NAR. 1897 ZAVRAŽDĚN                            | Lázeňská čp. 381 50°52′48″ s. š., 15°10′56″ v. d. | Walter Kaufmann    |

### Seznam hejnických kamenů podle roku jejich položení
- 2019: Hans Kaufmann, Heda Kaufmann, Viktor Kaufmann, Walter Kaufmann
- 2021: Hilda Kaufmannová, Petr René Kaufmann[8]

## Liberec
V Liberci se nacházejí následující kameny:
| Obrázek | Nápis                                                                    | Bydliště                                        | Jméno, život     |
| ------- | ------------------------------------------------------------------------ | ----------------------------------------------- | ---------------- |
|         | ZDE ŽIL MAXIMILIAN NETTL NAR. 1870 DEPORTOVÁN 1942 ZAVRAŽDĚN V TREBLINCE | Na Okruhu čp. 35 50°46′52″ s. š., 15°4′4″ v. d. | Maximilian Nettl |
|         | ZDE ŽILA OLGA NETTLOVÁ NAR. 1873 DEPORTOVÁN 1942 ZAVRAŽDĚNA V TREBLINCE  | Na Okruhu čp. 35 50°46′52″ s. š., 15°4′4″ v. d. | Olga Nettlová    |

### Seznam libereckých kamenů podle roku jejich položení
- 2016: Friedrich Sommer, Oskar Basch, MUDr. Siegfried Freund, Klára Freund, Margharete Steiner, Alice Steiner, Suzanne Steiner, Peter Steiner, Robert Benda, Else Bendová, Paul Fischl, Gertrude Fischl, Liese Fischl, Josefína Ledererová, Fritz Taussig, Marie Taussigová, Hanna Taussigová[9]
- 2017: Josef Treulich, Hedwiga Treulich, Hanna Luise Treulich, Emil Lederer, Ida Ledererová, Františka Pokorná
- 2018: JUDr. Walter Schnürmacher, Alfred Kraus, JUDr. Jaroslav Rosenbach, Karel Rosenbach, Blanka Rosenbachová, Heřman Rosenbach, Anna Rosenbachová, Hermann Fischler, Josef Fischler, Tila Lieberová, Hana Fischlerová, Ester Fischlerová
- 2019: Adele Königstein, Edith Königstein, Otto Goltz, Anna Goltz, Berta Soyková, Melanie Soyková, Ludvík Soyka, Alois Soudek, Berta Soudková, Wilhelm Schur, Elise Perlmann, Gertrude Erika Perlmann, Hans Peter Perlmann[10]
- 2021: Gustav Glaessner, Marianne Glaessner, Maximilian Nettl, Olga Nettlová
- 2022: Wolfgang Glaessner, Herbert Glaessner, Anselm Freiberg, Otto Weiss, Moritz Sternklar, Marta Sternklar, Hans Sternklar, Hella Sternklar[11]
- 2023: Max Bondy, Rudolf, Gertruda, Walther a Erna Kraus, O. Straschnov, L. a I. Langsteinovi, A. Neustadtel[12]
- 2024: Rudolf Freudenfeld, Julius Hersch, Stephanie Tarjan-Schütz, Walter Schütz, Gertrude Kaiser, Hugo Kaiser-Mandelbaum, Viktor Kraus, Laura Schnabel, Otto Friedrich Goltz[13][14]

## Turnov
V Turnově se nacházejí následující kameny:
| Obrázek | Nápis | Bydliště                                                 | Jméno, život            |
| ------- | --- | -------------------------------------------------------- | ----------------------- |
|         | ZDE ŽIL VILÉM BODASCHER NAR. 1908 DEPORTOVÁN 1943 DO TEREZÍNA ZAVRAŽDĚN V OSVĚTIMI                       | Jiráskova čp. 363 50°35′20″ s. š., 15°9′23″ v. d.        | Vilém Bodascher         |
|         | ZDE ŽILA MATYLDA BODASCHEROVÁ NAR. 1911 DEPORTOVÁNA 1943 DO TEREZÍNA ZAVRAŽDĚNA V OSVĚTIMI               | Jiráskova čp. 363 50°35′20″ s. š., 15°9′23″ v. d.        | Matylda Bodascherová    |
|         | ZDE ŽIL EMIL EPSTEIN NAR. 1883 DEPORTOVÁN ZAVRAŽDĚN 24.6.1942 V TEREZÍNĚ                                 | Žižkova čp. 544 50°35′33″ s. š., 15°9′42″ v. d.          | Emil Epstein            |
|         | ZDE ŽIL ERICH EPSTEIN NAR. 1915 DEPORTOVÁN DO TEREZÍNA ZAVRAŽDĚN 16.6.1942                               | Žižkova čp. 544 50°35′33″ s. š., 15°9′42″ v. d.          | Erich Epstein           |
|         | ZDE ŽIL VIKTOR EPSTEIN NAR. 1883 DEPORTOVÁN 1943 DO TEREZÍNA ZAVRAŽDĚN V OSVĚTIMI                        | Tázlerova čp. 251 50°35′11″ s. š., 15°9′20″ v. d.        | Viktor Epstein          |
|         | ZDE ŽILA HEDVIKA ROSA EPSTEINOVÁ ROZ. GAERTNEROVÁ NAR. 1892 DEPORTOVÁNA DO OSVĚTIMI ZAVRAŽDĚNA 9.10.1942 | Žižkova čp. 544 50°35′33″ s. š., 15°9′42″ v. d.          | Hedvika Rosa Epsteinová |
|         | ZDE ŽILA HELENA EPSTEINOVÁ NAR. 1914 DEPORTOVÁNA 1942 DO TEREZÍNA ZAVRAŽDĚNA V TREBLINCE                 | Tázlerova čp. 251 50°35′11″ s. š., 15°9′20″ v. d.        | Helena Epsteinová       |
|         | ZDE ŽILA OLGA EPSTEINOVÁ ROZ. WINTERNITZOVÁ NAR. 1890 DEPORTOVÁNA 1943 DO TEREZÍNA ZAVRAŽDĚNA V OSVĚTIMI | Tázlerova čp. 251 50°35′11″ s. š., 15°9′20″ v. d.        | Olga Epsteinová         |
|         | ZDE ŽILA KATEŘINA LAVECKÁ ROZ. HORSCHITZOVÁ NAR. 1883 DEPORTOVÁNA 1943 DO TEREZÍNA ZAVRAŽDĚNA V OSVĚTIMI | Hluboká čp. 285 50°35′13″ s. š., 15°9′25″ v. d.          | Kateřina Lavecká        |
|         | ZDE ŽIL HERMAN LAVECKÝ NAR. 1881 DEPORTOVÁN 1943 DO TEREZÍNA ZAVRAŽDĚN V OSVĚTIMI                        | Hluboká čp. 285 50°35′13″ s. š., 15°9′25″ v. d.          | Herman Lavecký          |
|         | ZDE ŽIL LEOPOLD LAVECKÝ NAR. 1921 DEPORTOVÁN 1943 DO TEREZÍNA ZAVRAŽDĚN V OSVĚTIMI                       | Hluboká čp. 285 50°35′13″ s. š., 15°9′25″ v. d.          | Leopold Lavecký         |
|         | ZDE ŽIL JIŘÍ LEDERER NAR. 1922 DEPORTOVÁN 1943 DO TEREZÍNA ZAVRAŽDĚN V OSVĚTIMI                          | Antonína Dvořáka čp. 331 50°35′11″ s. š., 15°9′26″ v. d. | Jiří Lederer            |
|         | ZDE ŽILA ELSA MÜNZOVÁ ROZ. GUTHOVÁ NAR. 1883 DEPORTOVÁNA 1943 DO TEREZÍNA ZAVRAŽDĚNA V OSVĚTIMI          | Sobotecká čp. 223 50°35′9″ s. š., 15°9′14″ v. d.         | Elsa Münzová            |
|         | ZDE ŽILA MARTA MÜNZOVÁ NAR. 1908 DEPORTOVÁNA 1942 DO TEREZÍNA ZAVRAŽDĚNA 1942 V OSVĚTIMI                 | Sobotecká čp. 223 50°35′9″ s. š., 15°9′14″ v. d.         | Marta Münzová           |
|         | ZDE ŽIL RUDOLF PODVINEC NAR. 1888 DEPORTOVÁN 1943 DO TEREZÍNA ZAVRAŽDĚN V OSVĚTIMI                       | Palackého čp. 493 50°35′14″ s. š., 15°9′10″ v. d.        | Rudolf Podvinec         |
|         | ZDE ŽIL HUGO SEGER NAR. 1869 DEPORTOVÁN 1943 DO TEREZÍNA ZAVRAŽDĚN 29.3.1944                             | Palackého čp. 186 50°35′15″ s. š., 15°9′3″ v. d.         | Hugo Seger              |
|         | ZDE ŽILA HEDVIKA SEGEROVÁ ROZ. LÖWYOVÁ NAR. 1879 DEPORTOVÁNA 1943 DO TEREZÍNA ZAVRAŽDĚNA V OSVĚTIMI      | Palackého čp. 186 50°35′15″ s. š., 15°9′3″ v. d.         | Hedvika Segerová        |
|         | ZDE ŽILA MARIE STEINWALDOVÁ NAR. 1875 DEPORTOVÁNA 1943 DO TEREZÍNA ZAVRAŽDĚNA V OSVĚTIMI                 | Krajířova čp. 492 50°35′15″ s. š., 15°9′14″ v. d.        | Marie Steinwaldová      |
|         | ZDE ŽILA MATYLDA STEINWALDOVÁ NAR. 1882 DEPORTOVÁNA 1943 DO TEREZÍNA ZAVRAŽDĚNA V OSVĚTIMI               | Krajířova čp. 492 50°35′15″ s. š., 15°9′14″ v. d.        | Matylda Steinwaldová    |
|         | ZDE ŽILA PAVLÍNA STEINWALDOVÁ NAR. 1865 DEPORTOVÁNA 1943 DO TEREZÍNA ZAVRAŽDĚNA 31.3.1943                | Krajířova čp. 492 50°35′15″ s. š., 15°9′14″ v. d.        | Pavlína Steinwaldová    |
|         | ZDE ŽIL JOSEF STRAUSS NAR. 1883 DEPORTOVÁN 1943 DO TEREZÍNA ZAVRAŽDĚN V OSVĚTIMI                         | Jiráskova čp. 105 50°35′23″ s. š., 15°9′23″ v. d.        | Josef Strauss           |
|         | ZDE ŽILA ALBÍNA STRAUSSOVÁ NAR. 1888 DEPORTOVÁNA 1943 DO TEREZÍNA ZAVRAŽDĚNA V OSVĚTIMI                  | Jiráskova čp. 105 50°35′23″ s. š., 15°9′23″ v. d.        | Albína Straussová       |
|         | ZDE ŽILA MARIE ŠONSKÁ ROZ. WEISSOVÁ NAR. 1907 DEPORTOVÁNA 1943 DO TEREZÍNA ZAVRAŽDĚNA V OSVĚTIMI         | 5. května čp. 30 50°35′16″ s. š., 15°9′32″ v. d.         | Marie Šonská            |
|         | ZDE ŽIL GUSTAV ŠRAJER NAR. 1888 DEPORTOVÁN 1943 DO TEREZÍNA ZAVRAŽDĚN V OSVĚTIMI                         | Tázlerova čp. 252 50°35′10″ s. š., 15°9′21″ v. d.        | Gustav Šrajer           |
|         | ZDE ŽIL KAREL ŠRAJER NAR. 1921 DEPORTOVÁN 1943 DO TEREZÍNA ZAVRAŽDĚN V OSVĚTIMI                          | Tázlerova čp. 252 50°35′10″ s. š., 15°9′21″ v. d.        | Karel Šrajer            |
|         | ZDE ŽILA IDA ŠRAJEROVÁ ROZ. KAHNOVÁ NAR. 1893 DEPORTOVÁNA 1943 DO TEREZÍNA ZAVRAŽDĚNA V OSVĚTIMI         | Tázlerova čp. 252 50°35′10″ s. š., 15°9′21″ v. d.        | Ida Šrajerová           |
|         | ZDE ŽILA MATYLDA ŠRAJEROVÁ NAR. 1923 DEPORTOVÁNA 1943 DO TEREZÍNA ZAVRAŽDĚNA V OSVĚTIMI                  | Tázlerova čp. 252 50°35′10″ s. š., 15°9′21″ v. d.        | Matylda Šrajerová       |
|         | ZDE ŽIL MAXIMILIÁN ŠTOLC NAR. 1888 DEPORTOVÁN 1944 DO TEREZÍNA ZAVRAŽDĚN V OSVĚTIMI                      | 5. května čp. 61 50°35′18″ s. š., 15°9′34″ v. d.         | Maximilián Štolc        |
|         | ZDE ŽIL EMIL WEISS NAR. 1879 DEPORTOVÁN 1943 DO TEREZÍNA ZAVRAŽDĚN V OSVĚTIMI                            | 5. května čp. 30 50°35′16″ s. š., 15°9′32″ v. d.         | Emil Weiss              |
|         | ZDE ŽILA ANNA WEISSOVÁ ROZ. HELLEROVÁ NAR. 1883 DEPORTOVÁNA 1943 DO TEREZÍNA ZAVRAŽDĚNA V OSVĚTIMI       | 5. května čp. 30 50°35′16″ s. š., 15°9′32″ v. d.         | Anna Weissová           |
|         | ZDE ŽILA RŮŽENA WEISSOVÁ NAR. 1921 DEPORTOVÁNA 1943 DO TEREZÍNA ZAVRAŽDĚNA V OSVĚTIMI                    | 5. května čp. 30 50°35′16″ s. š., 15°9′32″ v. d.         | Růžena Weissová         |
|         | ZDE ŽIL HUGO WIENER NAR. 1909 DEPORTOVÁN 1943 DO TEREZÍNA ZAVRAŽDĚN V OSVĚTIMI                           | Jiráskova čp. 102 50°35′22″ s. š., 15°9′23″ v. d.        | Hugo Wiener             |

### Seznam turnovských kamenů podle roku jejich položení
- 2021: Hugo Seger, Hedvika Segerová, Ing. Rudolf Podvinec, Marie Steinwaldová, Matylda Steinwaldová, Pavlína Steinwaldová, Josef Strauss, Albína Straussová, Hugo Wiener, Vilém Bodascher, Matylda Bodascherová, JUDr. Maximilián Štolc, Marie Šonská, Emil Weiss, Růžena Weissová, Anna Weissová
- 2022: Elsa Münzová, Marta Münzová, Viktor Epstein, Helena Epsteinová, Olga Epsteinová, Gustav Šrajer, Karel Šrajer, Ida Šrajerová, Matylda Šrajerová, Jiří Lederer, Kateřina Lavecká, Heřman Lavecký, Leopold Lavecký, Emil Epstein, Erich Epstein, Hedvika Rosa Epsteinová[15]